# Mon beau-père et moi
Série Mon beau-père
Mon beau-père, mes parents et moi
(2004)
Pour plus de détails, voir Fiche technique et Distribution.
Mon beau-père et moi ou La Belle-Famille au Québec (Meet the Parents) est un film américain réalisé par Jay Roach, sorti en 2000. C'est le premier film de la série Mon beau-père.

## Synopsis
Gaylord « Greg » Furniker, infirmier à Chicago, se prépare à demander la main de sa compagne Pamela « Pam » Byrnes, institutrice en école primaire. Elle reçoit un appel téléphonique de sa sœur qui lui annonce qu'elle va se marier avec son compagnon Bob, médecin, qui a préalablement demandé le consentement paternel.
Ils sont donc invités deux semaines plus tard au mariage, chez les parents : Jack et Dina Byrnes. Il ne sait pas ce qui l'attend avec en particulier son beau-père, ancien agent de la CIA qui se fait passer pour un fleuriste à la retraite.

## Fiche technique
Sauf indication contraire, les informations mentionnées dans cette section peuvent être confirmées par les bases de données cinématographiques IMDb et Allociné,  présentes dans la section « Liens externes ».
- Titre original : Meet the Parents
- Titre français : Mon beau-père et moi
- Titre québécois : La Belle-Famille[2]
- Réalisation : Jay Roach
- Scénario : John Hamburg et Jim Herzfeld, d'après une histoire de Greg Glienna et Mary Ruth Clarke
- Musique : Randy Newman
- Direction artistique : John Kasarda
- Décors : Rusty Smith
- Costumes : Daniel Orlandi (pl)
- Photographie : Peter James (en)
- Son : George H. Anderson, Andy Koyama, Jonathan Wales
- Montage : Greg Hayden (de) et Jon Poll
- Production : Robert De Niro, Jay Roach, Jane Rosenthal et Nancy Tenenbaum
  - Production associée : Greg Glienna, Emo Philips et Jim Vincent
  - Coproduction : Shauna Robertson et Amy Sayres
- Sociétés de production : Nancy Tenenbaum Films et Tribeca Productions, présenté par Dreamworks Pictures et Universal Pictures
- Sociétés de distribution : Universal Pictures (États-Unis et Canada), DreamWorks Distribution (International), United International Pictures (France et Suisse romande)
- Budget : 51 millions de $[3] ; 55 millions de $[4]
- Pays de production :  États-Unis
- Langues originales : anglais, thaï, espagnol, hébreu, français
- Format : couleur (DeLuxe) — 35 mm — 1,85:1 (Panavision) — son DTS / Dolby Digital / SDDS
- Genre : comédie, romance
- Durée : 108 minutes
- Dates de sortie[5] :
  - États-Unis, Québec : 6 octobre 2000[2]
  - Belgique : 20 décembre 2000[6]
  - France, Suisse romande : 3 janvier 2001[7],[8]
- Classification[9] :
  - États-Unis : accord parental recommandé, film déconseillé aux moins de 13 ans (PG-13 - Parents Strongly Cautioned)[N 1]
  - France : tous publics
  - Belgique : tous publics (Alle Leeftijden)[6]
  - Suisse romande : interdit aux moins de 7 ans[10]
  - Québec : tous publics (G - General Rating)[2]

## Distribution

### Personnages principaux

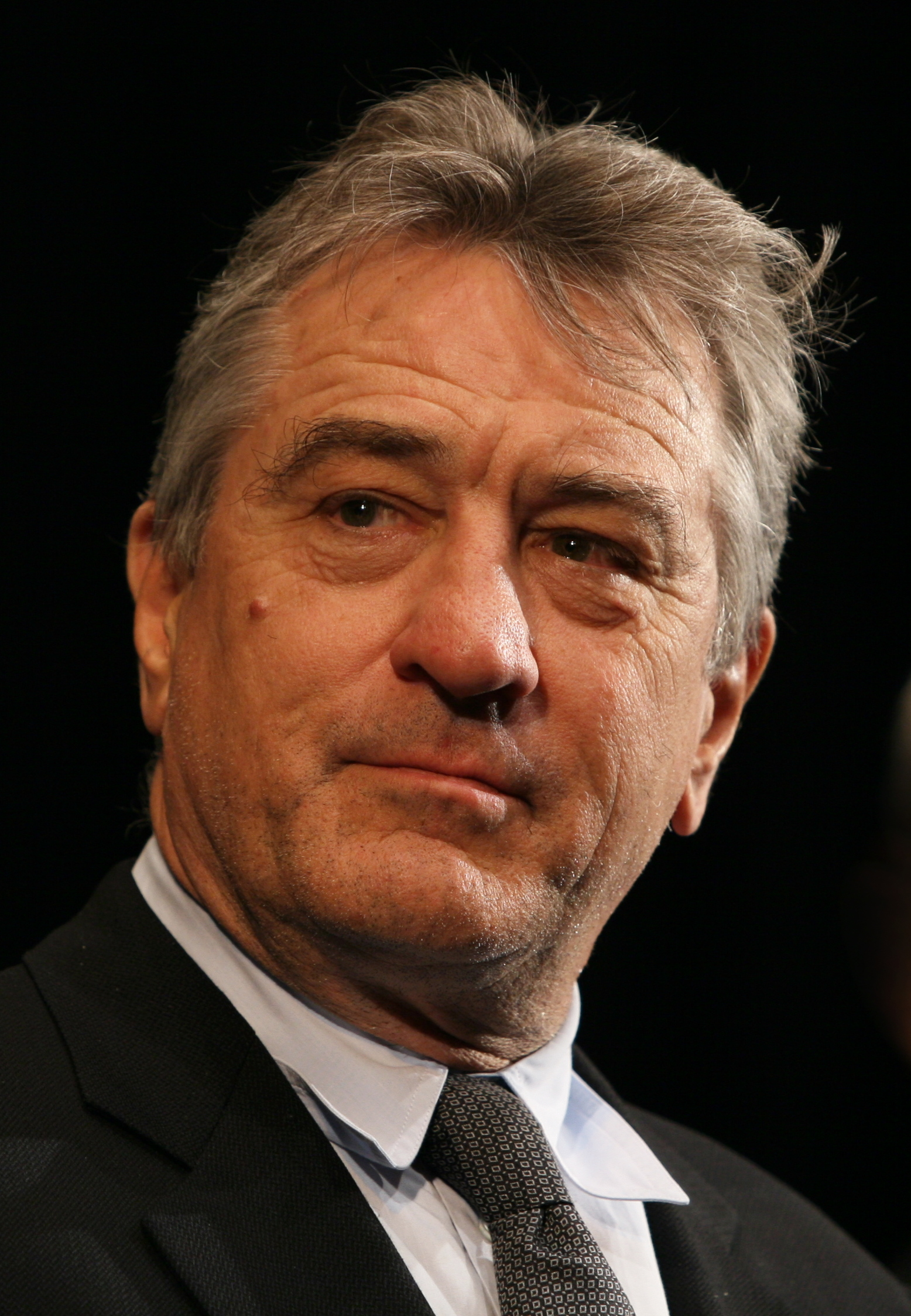
Robert De Niro dans le rôle de Jack Byrnes

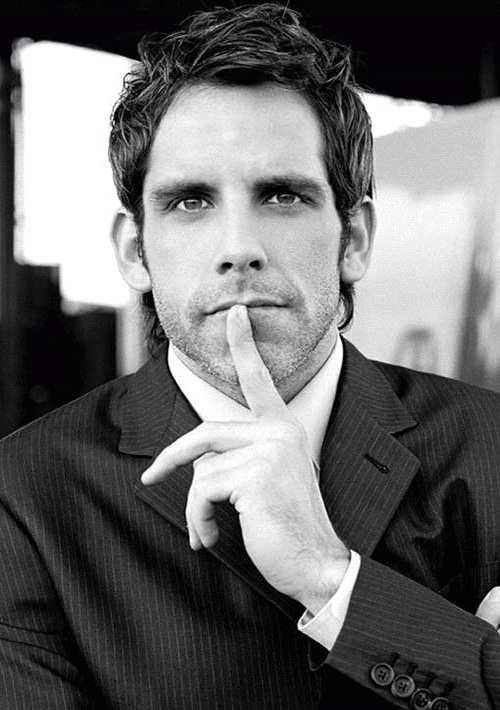
Ben Stiller dans le rôle de Gaylord « Greg » Focker

- Robert De Niro (VF : Jacques Frantz) : Jack Byrnes
- Ben Stiller (VF : Emmanuel Curtil) : Gaylord « Greg » M. Furniker (Focker en VO)
- Teri Polo (VF : Véronique Alycia) : Pam Byrnes
- Blythe Danner (VF : Frédérique Tirmont) : Dina Byrnes
- Nicole DeHuff (VF : Laura Préjean) : Deborah « Debby » Byrnes
- Jon Abrahams (VF : Maël Davan-Soulas) : Denny Byrnes
- Owen Wilson (VF : Lionel Tua) : Kevin Rawley
- James Rebhorn (VF : Philippe Catoire) : Docteur Larry Banks
- Thomas McCarthy (VF : Cyril Aubin) : Docteur Bob Banks
- Phyllis George (VF : Martine Messager) : Linda Banks

### Personnages secondaires
- Kali Rocha (VF : Vanina Pradier) : l'hôtesse de l'air d'Atlantic American
- Bernie Sheredy (VF : Marc Alfos) : Norm l'interrogateur
- Judah Friedlander : le vendeur de la pharmacie
- Peter Bartlett (en) : l'employé du refuge pour animaux
- John Elsen : le garde de l'aéroport de Chicago
- Mark Hammer (VF : Michel Prudhomme) : le patient de Greg à l'hôpital
- Amy Hohn : l'agent de voyage
- William Severs : le père O'Boyle
- John Fiore (nl) : Kinky
- Marilyn Dobrin : le responsable des bagages perdus à Atlantic American
- Marci Reid : la voyageuse
- Frank Santorelli : le coursier avec le mauvais sac
- Russell Hornsby : le coursier de la nuit avec le bon sac
- Patricia Cook : la petite fille
- Cody Arens (en) : un petit garçon
- Cole Hawkins (en) : un petit garçon
- Spencer Breslin : un petit garçon
- Ina Rosenthal : l'employée au mariage
- Kim Rideout : l'infirmière
- Kresimir Novakovic : le policier à l'aéroport
- John Joseph Gallagher : un policier
- G.A. Aguilar : un policier
- Lynn Ann Castle : un garde de sécurité

## Production
Le film est une réadaptation d'un film indépendant de 1992 qui fut un échec.

## Distinctions

### Récompenses

#### 2000
- Prix Bogey : Prix Bogey[N 2]

#### 2001
- American Comedy Awards : acteur le plus drôle dans un film (Rôle principal) pour Ben Stiller
- ASCAP Film and Television Music Awards : ASCAP Award du meilleur compositeur d'un blockbuster pour Randy Newman
- Goldene Leinwand : Écran d'or[N 3]
- MTV Movie & TV Awards :
  - Meilleure performance comique pour Ben Stiller
  - Meilleure réplique d'un film pour Robert De Niro (pour Are you a pothead, Focker?)
- People's Choice Awards : film comique préféré

### Nominations

#### 2000
- Las Vegas Film Critics Society Awards : meilleure chanson pour Randy Newman (pour la chanson Meet the Parents)

#### 2001
- American Comedy Awards :
  - Film le plus drôle
  - Acteur le plus drôle dans un film (Rôle principal) pour Robert De Niro
- Blockbuster Entertainment Awards :
  - Acteur préféré dans un film de comédie / romance pour Robert De Niro
  - Acteur préféré dans un film de comédie / romance pour Ben Stiller
  - Second rôle féminin préférée dans un film de comédie pour Blythe Danner
  - Second rôle masculin préféré dans un film de comédie pour Owen Wilson
  - Révélation féminine préférée pour Teri Polo
- Golden Globes : meilleur acteur dans un film musical ou une comédie pour Robert De Niro
- Golden Trailer Awards : meilleure bande-annonce d’une comédie
- MTV Movie & TV Awards : meilleure équipe à l'écran pour Robert De Niro et Ben Stiller
- Oscars : Meilleure chanson originale pour Randy Newman (pour la chanson A Fool In Love)
- Satellite Awards : meilleure chanson originale (pour la chanson A Fool In Love)
- Teen Choice Awards :
  - Meilleur film de comédie
  - Meilleur acteur pour Ben Stiller

### Éditions en vidéo
En France, le film Mon beau-père et moi est sorti en DVD le 10 octobre 2001. Par la suite, le film est ressorti trois fois en DVD le 1er février 2005 en édition spéciale, le 1er août 2006 nouvelle édition spéciale et le 2 août 2007 en DVD simple . Le film est également sorti en Blu-ray le 25 janvier 2012 et en VOD le 15 octobre 2017.

## Analyse

### Erreurs et incohérences
Le film comporte quelques faux-raccords :
- Tandis que Greg tente d'attraper le chat La Guigne sur la gouttière, Jack Byrnes sort téléphoner à une de ses relations. Celui-ci est vêtu d'une chemise rouge à carreaux. Pourtant lorsqu'il regagne la maison au moment où La Guigne retombe sur ses pattes sur le sol, Jack, filmé au niveau de ses jambes, semble soudainement porter une parka beige. Ce plan a été en fait assuré par la doublure de Robert De Niro.
- Lorsque Jack contacte une autre relation pour savoir sur quel vol Greg doit s'embarquer, l'interlocuteur répond qu'il s'agit du vol Atlantic American no 27. Or plus tard, quand Greg se présente devant l'hôtesse, le panneau d'affichage indique que le vol est numéroté 349.
- Peu avant que Jack ne passe la porte d'entrée de l'aéroport en croisant un figurant avec deux valises, on peut apercevoir dans le reflet de la vitre non seulement le micro de la caméra mais aussi le figurant qui attend exprès le moment d'avancer.
- Certains figurants présents à bord de l'avion, au moment où Greg se dispute avec l'hôtesse, réapparaissent brusquement dans le hall d'attente lorsque Greg est ramené par les agents de la sécurité.
- Lors de la scène de début à l’aéroport lorsque la valise de Greg ne passe pas dans le scanner, on peut clairement remarquer que Ben Stiller n'a pas la même coupe de cheveux que dans le reste du film. Cela est dû au fait que la scène a été filmée après la fin du tournage alors que l'acteur avait déjà entamé celui de Zoolander.

## Autour du film
Le succès du film a donné lieu a une émission de téléréalité américaine intitulée Ma famille et moi (Meet my folks) en 2002. Une suite au film, Mon beau-père, mes parents et moi, est sortie en 2004, avec les mêmes acteurs – rejoints par Dustin Hoffman et Barbra Streisand. Un troisième film est sorti le 22 décembre 2010, Mon beau-père et nous.